# قشلاق (غرمي)
قشلاق (بالفارسية: قشلاق) هي مستوطنة تقع في قسم اجارود الغربي الريفي في إيران. يقدر عدد سكانها بـ 6 نسمة بحسب إحصاء 2016.